# Vladičin Han

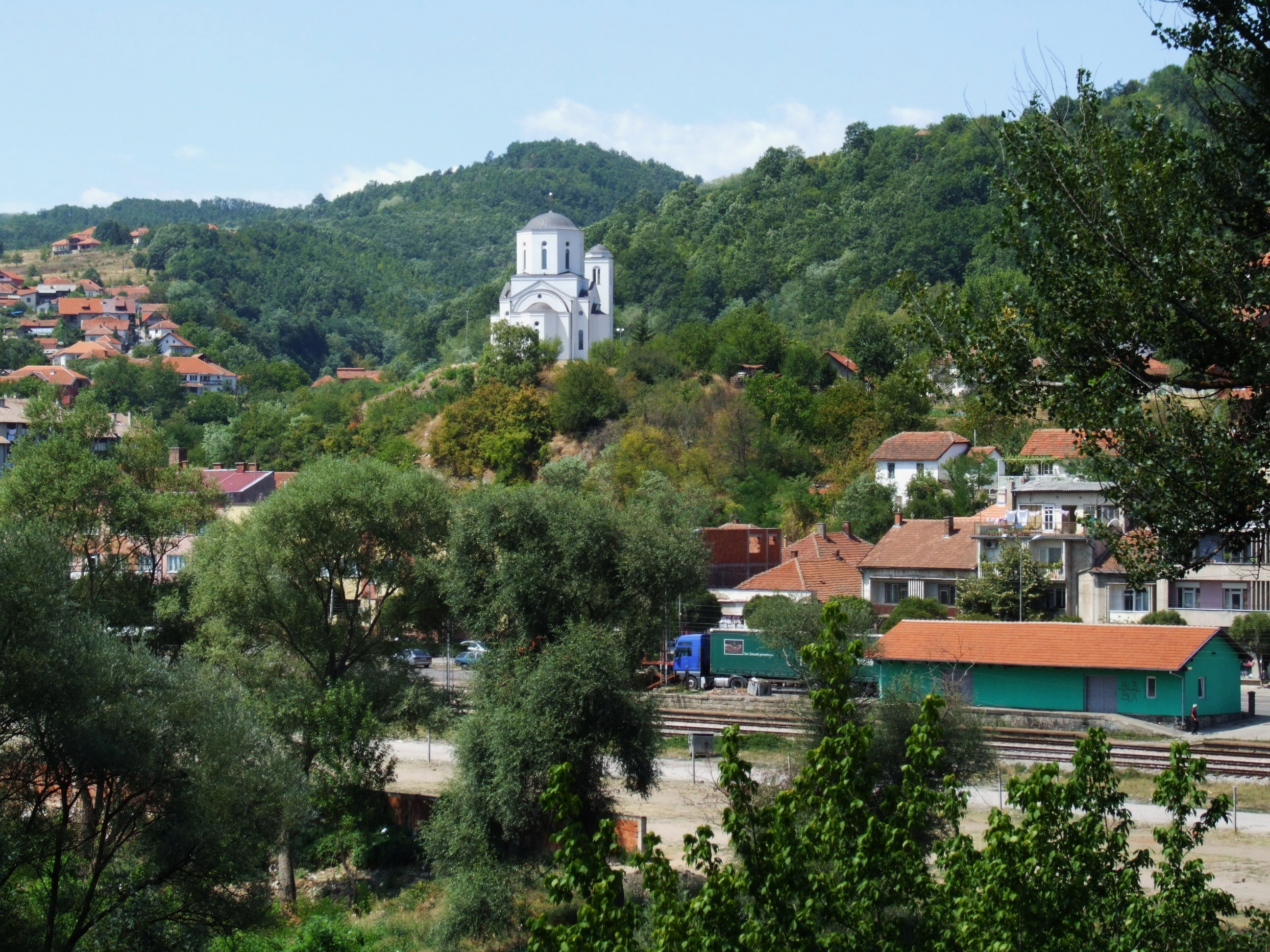
Vladičin Han.

Vladičin Han är en ort i södra Serbien med cirka 8 000 invånare. Järnvägen mellan Belgrad och Skopje går vid Vladičin Han. Den viktiga motorvägen mellan Belgrad och Thessaloniki går också förbi orten.
Orten har också ett lokalt fotbollslag som heter FK Morava Vladičin Han.
```

```